# Klas Fleming (död 1597)
För andra personer med samma namn, se  Claes Fleming
Klas Fleming, född cirka 1535 i Pargas, död 13 april 1597 i Pojo, var en svensk friherre (från 1569), riksråd (1569), riksamiral (1571–1595), riksmarsk, guvernör i Finland och Estland (1591–1597) och lagman i Uppland (1590). Han var son till Erik Joakimsson Fleming, gift med Ebba Stenbock, syster till Gustav Vasas tredje hustru Katarina Stenbock. Han var far till Johan Claesson Fleming, kung Sigismunds kammarherre, som 21 år gammal avrättades på hertig Karls befallning på Åbo torg 1599, varmed den friherrliga ätten Fleming slöts.

## Biografi
Fleming upphöjdes i samband med Johan III:s kröning 1569 till friherre, blev 1570 amiral och fick 1591 ledningen över kriget mot Ryssland som hövitsman över Finland och Estland. Då Johan III avled 1592, slöt sig Fleming, som redan tidigare trätt i motsatsförhållande till hertig Karl till Sigismund, som 1594 gjorde honom till riksmarsk. Han kom nu att spela en högst betydande roll i stridigheterna mellan kungen och hertigen på 1590-talet och torde kunna betraktas som Karls främste motståndare, i varje fall den som vållade honom de största svårigheterna. Stött på sina trupper och sin flotta, som han bibehöll befälet över, trots att kriget med Ryssland upphört genom 1593 års stillestånd och senare genom freden i Teusina 1595, kunde han trotsa Karls och rådets order och lydde endast kung Sigismund. 
År 1593 överförde han Sigismund till Sverige och följde honom 1594 till Polen, varefter han återvände till Finland. Han uppträdde här med stor självrådighet utan att bekymra sig om hertigen och ständerna i Sverige. I Finland uppstod emellertid stort missnöje med Fleming, då han efter freden i Teusina 1595 lät inkvartera soldaterna i borgläger hos de finska bönderna. Inga klagomål hjälpte, och slutligen reste sig allmogen i Österbotten till uppror, det så kallade klubbekriget. Fleming krossade resningen i slaget vid Nokia 1596 och slaget vid Ilmola 1597. Han gjorde sig därefter beredd att föra tillbaka armén till Sverige och där tåga mot hertig Karl, då han hastigt avled.
I Finland gjorde han sig illa omtyckt genom sin hårda framfart mot de underlydande på sina vidsträckta domäner, och blev till motiv för en rad folksägner om "Svidje-Klas" (efter hans gård Svidja) och hans strider med bönderna.
En sägen berättar att hertig Karl, efter att ha fört trupper till Finland och intagit Åbo slott, som försvarats av Flemings änka, hade hört att Klas Fleming ännu levde och att likkistan endast förvarade hans silver och guld. Han begav sig då till slottskapellet för att undersöka likkistan. När han såg Fleming i kistan, drog han honom i skägget och sade: "Om du nu levat hade ditt huvud icke suttit mycket säkert." Då skall Ebba Stenbock ha svarat sin kusin: "Om min salige herre levat, så hade Hans Nåde aldrig kommit härin!"

### Egendom
Fleming ägde Svidja, Pickala och Vik i Sjundeå socken, Muddebo och Qvidja i Pargas socken, samt Yläne i Pöytis socken.

### Familj
Fleming gifte sig 1 november 1573 med friherrinnan Ebba Stenbock (död 1614), dotter till riksrådet och riksmarsken, friherre Gustaf Olofsson (Stenbock) och Brita Eriksdotter (Leijonhufvud). De fick tillsammans barnen Gustaf Fleming (död 1583), Erik Fleming, Karin Fleming som var gift med friherre Erik Claesson Bielke, kammarjunkaren Johan Fleming (1578–1599), Hebbla Fleming (död 1639) som var gift med riddaren och riksrådet Peder Gustafsson Banér och Margareta Fleming (död 1599).